# تحفةالازهار و زلال الانهار فی نسب ابناء الائمة الاطهار
تحفه الازهار و زلال الانهار فی نسب ابناء الائمه الاطهار کتابی از ضامن بن شدقم الحسینی المدنی است که در سال ۱۳۷۸ منتشر و در مراسم کتاب سال جمهوری اسلامی ایران به‌عنوان کتاب برگزیده معرفی شد.